# Sei Zero (album)
momento magico
per noi...
che avemmo un sogno,
che veniamo da una storia antica,
dai mestieri della vita
e poi.... tutta salita»
(dal testo dell'inedito La mia generazione)
SeiZero è un DVD di Renato Zero, uscito il 10 maggio 2011.
Contiene brani estratti dagli 8 omonimi concerti tenutisi dal 29 settembre al 9 ottobre 2010 in Piazza di Siena a Roma. Pubblicato in un cofanetto, contiene (oltre ai DVD), 15 cartoline fotografiche scattate durante le serate dell'evento, una Lettera per i sorcini e il Diario di uno Zerofolle, di circa 200 pagine. Questo raccoglie tutti i pensieri e le dediche che il cantautore ha ricevuto durante la sua carriera.
Contiene 3 medley: il primo, contenuto nel primo DVD, unisce i brani Artisti, Nafta, Lungara, Ancora fuoco, L'equilibrista e Galeotto fu il canotto; il secondo, contenuto nel secondo DVD, "lega" insieme le canzoni  Sbattiamoci, Sgualdrina, L'ambulanza, Chi sei e Profumi, balocchi e maritozzi. Il terzo ed ultimo medley, contenuto nel terzo DVD, unisce diversi brani, eseguiti da alcuni degli ospiti che hanno partecipato alla serie di concerti-evento Sei Zero; le canzoni e i cantanti che le hanno cantate sono: Oltre ogni limite (Gigi D'Alessio), Fermati (Avion Travel), Per non essere così (Marco Mengoni), Gli ex (Ron), Miniera (New Trolls), Pionieri (Solisti dell'Accademia di S.Cecilia), I commedianti (Sabrina Ferilli), Figli della guerra (Michele Zarrillo), Arrendermi mai (Mattia De Luca), Spalle al muro (Mariella Nava), Ave Maria (Albano Carrisi), Arrivederci Roma (Amedeo Minghi feat. Renato Zero).
L'album debuttò direttamente alla prima posizione della classifica ufficiale FIMI dei DVD musicali più venduti in Italia. Il Dvd si piazzò al 1º posto nella classifica annuale dei DVD più venduti FIMI.

## Tracce

### DVD 1
1. Roma
2. Io uguale io
3. Niente trucco stasera
4. Amico
5. Siamo eroi
6. Ancora qui
7. Vivo
8. Periferia
9. Emergenza noia
10. Il maestro
11. Voyeur
12. Ha tanti cieli la Luna (cantata da Cecilia Gasdia)
13. Felici e perdenti
14. Inventi (con Tosca)
15. Guai
16. Marciapiedi
17. Piazza grande (con Lucio Dalla)
18. Sogni di latta
19. Un uomo da bruciare
20. Accade
21. Medley:
  1. Artisti
  2. Nafta
  3. Lungara
  4. Ancora fuoco
  5. L’equilibrista
  6. Galeotto fu il canotto

### DVD 2
1. La favola mia
2. Fortuna
3. Cercami (cantata da Fiorella Mannoia)
4. Morire qui
5. Più su (con Andrea Bocelli)
6. Baratto
7. Medley (con Rita Pavone):
  1. Alla mia età
  2. Come te non c’è nessuno
  3. Cuore
  4. Che mi importa del mondo
  5. Fortissimo
8. Mi vendo (cantata da Rita Pavone)
9. Spiagge
10. Muoviti
11. Dormono tutti (con Carla Fracci)
12. Il sole che non vedi
13. Stamo ‘na crema (con Gigi Proietti)
14. Figaro
15. A braccia aperte
16. Letti (con Monica Guerritore)
17. Compilation DJ:
  1. Sbattiamoci
  2. Sgualdrina
  3. L’ambulanza
  4. Chi sei
  5. Sergente, no!
  6. Amore sì, amore no
  7. Profumi, balocchi e maritozzi
18. Il carrozzone

### DVD 3
1. Triangolo (con Raffaella Carrà)
2. Magari
3. Sesso o esse
4. Il jolly
5. Nei giardini che nessuno sa (con Mario Biondi)
6. Qualcuno mi renda l’anima
7. L’incontro
8. La mia generazione
9. Resisti
10. I migliori anni della nostra vita
11. Il carrozzone (eseguita dalla Banda della Polizia di Stato)
12. Medley:
  1. Oltre ogni limite (cantata da Gigi D’Alessio)
  2. Fermati (cantata dagli Avion Travel)
  3. Per non essere così (cantata da Marco Mengoni)
  4. Gli ex (cantata da Ron)
  5. Miniera (cantata dai New Trolls)
  6. Pionieri (eseguita dai Solisti dell’Accademia di S. Cecilia)
  7. I commedianti (recitata da Sabrina Ferilli)
  8. Figli della guerra (cantata da Michele Zarrillo)
  9. Arrendermi mai (cantata da Mattia De Luca)
  10. Spalle al muro (cantata da Mariella Nava)
  11. Ave Maria (cantata da Al Bano)
  12. Arrivederci Roma (con Amedeo Minghi)
13. Il cielo

## Curiosità
- Nel giorno dell'uscita del Triplo DVD, il concerto è stato trasmesso via satellite in 10 cinema in Italia. Prima della messa in onda Renato è stato intervistato in diretta nel Cinema di Roma.

## Andamento nelle classifiche
Classifica FIMI dei DVD musicali